# Björn Gustavsson (fotbollsspelare)
Björn Leif Gunnar "Fårbo" Gustavsson, född 7 oktober 1950 i Misterhults församling, är en svensk före detta fotbollsspelare som spelade för Östers IF åren 1969–1972, och därefter för Gais 1973–1976.

## Karriär
Gustavsson var en exceptionell talang i division IV-klubben Fårbo FF från Oskarshamns kommun, där han gjorde 42 mål på en säsong och först togs ut i juniorlandslaget 1967.

### Östers IF
Han värvades i september 1968, 18 år gammal, till Östers IF av Stig Svensson – han hade uppvaktats hårt av IFK Norrköping under Georg "Åby" Ericson och även provspelat för klubben, men fick inte föräldrarnas tillåtelse att flytta till Norrköping och skrev i stället på för Öster. En anledning till att det blev Öster var att han våren 1969 skulle göra värnplikten på I 11 i Växjö. Öster hade som allsvensk nykomling under tränaren Vilmos Varszegi precis vunnit SM-guld 1968 då "Fårbo" anslöt till klubben vid årsskiftet 1968/1969. Han hade till en början svårt att platsa i Öster, där han fick spela i svenska cupen och i tipscupen, men först i september 1970 gjorde han sin allsvenska debut i en bortamatch mot Malmö FF, där han gjorde två mål och spelade fram till ett tredje (som Tommy Svensson nickade i mål) då Öster vann med 4–2.

### Gais
När Vilmos Varszegi hösten 1972 gick till Göteborgsklubben Gais tog han med sig Gustavsson. I Gais skolades Gustavsson om till back. Han blev dock skadad i slutet av säsongen 1973 och återkom först till hösten 1974. Skadebekymren fortsatte under 1975, när Gais trillade ur allsvenskan och Gustavsson bara spelade sju matcher, samt under 1976, då Gustavsson ändå kunde spela 17 matcher för klubben i division II. Totalt blev det under åren 1973–1976 53 matcher (inga mål) för Gais.